# Listafjorden
58°11′9″N 6°37′43″Ø / 58.18583°N 6.62861°Ø
Listafjorden er en fjord på grænsen mellem Farsund og Flekkefjord kommuner i Agder fylke i Norge. Den ligger på vestsiden af halvøen Lista. 
Fra indløbet ved Lista Fyr går fjorden i nordøstlig retning til Varnes Fyr ved sydsiden af øerne Hidra og Andabeløya, hvor Fedafjorden fortsætter nordøstover ind til Kvinesdal. 
Selve Listafjorden er 10 kilometer lang, mens Listafjorden og Fedafjorden til sammen er 26 kilometer lang. 
Fra Listafjorden går sidefjorden Strandsfjorden nordover mellem Hidra og Andabeløya, og Eidsfjorden går østover på nordsiden af Lista. 